# 山崎明裕
山崎 明裕（やまざき あきひろ、1966年7月10日 - ）は、日本の実業家。東京都出身。エスビー食品株式会社元取締役会長・代表取締役会長・代表取締役副社長。

## 人物
東京都出身。1989年、上智大学経済学部卒業後、同年4月、株式会社三菱銀行（現・株式会社三菱東京UFJ銀行）に入行。1995年、エスビー食品株式会社に入社。同社営業本部長代理、執行役員、取締役執行役員、取締役常務執行役員、専務取締役等を歴任。2011年、同社代表取締役副社長に就任。2014年、同社代表取締役会長に就任。2016年、同社取締役会長に就任。2017年、取締役に就任。

## 略歴
- 1989年、上智大学経済学部卒業後、同年4月、株式会社三菱銀行（現・株式会社三菱東京UFJ銀行）入行
- 1995年、エスビー食品株式会社入社
- 2001年、同社営業本部長代理
- 2003年、同社執行役員
- 2005年、同社取締役執行役員
- 2007年、同社取締役常務執行役員
- 2009年、同社専務取締役
- 2011年、同社代表取締役副社長
- 2014年、同社代表取締役会長
- 2016年、同社取締役会長
- 2017年、同社取締役